# Port lotniczy Elko
Port lotniczy Elko (IATA: EKO, ICAO: KEKO) – port lotniczy położony 1,6 km na zachód od centrum Elko, w stanie Nevada, w Stanach Zjednoczonych.